# Jack Wilkins
Jack Wilkins (* 3. Juni 1944 in Brooklyn, New York; † 6. Mai 2023) war ein US-amerikanischer Jazz- und Fusion-Gitarrist.

## Leben und Wirken
Wilkins lernte im Alter von zehn Jahren das Gitarrenspiel; er wurde nur von Privatlehrern ausgebildet. Im Alter von 18 Jahren begann er – zunächst in lokalen Bands – seine Karriere als Berufsmusiker, bevor er mit Chet Baker, Buddy Rich oder Stan Getz arbeitete. 1973 legte er mit Windows sein erstes Album vor. Ende der 1970er Jahre war er auch an Studioproduktionen von Charles Mingus beteiligt (Me Myself an Eye). Weiterhin spielte er mit Stanley Turrentine, Jimmy Heath und Bob Brookmeyer (The Bob Brookmeyer Small Band, 1978). Er begleitete die Vokalisten Mel Tormé, Ray Charles, Morgana King, Sarah Vaughan, Tony Bennett, The Manhattan Transfer, Nancy Marano, Sheila Jordan und Jay Clayton (In and Out of Love). Ende der 1970er Jahre arbeitete er auch mit Eddie Gomez, Jack DeJohnette und den Brüdern Michael und Randy Brecker, die auf seinem Album Merge mitwirkten.
In den 1990er Jahren nahm er mit Musikern wie Kenny Drew Jr., Steve LaSpina oder Jeff Hirshfield weitere Alben unter eigenem Namen für die Label Claves und Arabesque auf. 2000 entstand das Reunion-Album mit den Brecker-Brüdern, Gomez und DeJohnette auf dem Label Chiaroscuro. Mehrfach wirkte er an Aufführungen von Mingus’ großformatigem Werk Epitaph mit.
Wilkins wurde von der National Endowment for the Arts gefördert. Er lebte in New York City und unterrichtete an der New School, der New York University, der Long Island University und der Manhattan School of Music. Zu seinen Schülern gehörte Torsten Goods.

## Diskographische Hinweise
- Merge (Chiaroscuro, 1977, mit Randy Brecker, Michael Brecker, Phil Markowitz, Eddie Gomez, Jack DeJohnette, Al Foster)
- Mexico (CTI Records 1992)
- Keep in Touch (Claves Jazz, 1995, mit Kenny Drew Jr., Akira Tana)
- Trio Art (Arabesque, 1997, mit Mark Puricelli, Steve LaSpina, Jeff Hirshfield)
- Heading North (String Jazz, 2000)
- Reunion (Chiaroscuro, 2000)
- Dear Old Stockholm (NHV, 2008)
- Until It’s Time (Maxjazz, 2009, mit Jon Cowherd, Steve LaSpina, Mark Ferber)
- the Struggles All Stars: Constellation (Progressive, 2010, mit Derek Smith, Harvie S, Ronnie Bedford)
- The Rundle Sessions (Chronograph, 2019, mit Sara Caswell, Corey Christiansen, Chris Andrew, Kodi Hutchinson, Michael W. Davis)

## Lexikalischer Eintrag
- Richard Cook, Brian Morton: The Penguin Guide to Jazz Recordings. 8. Auflage. Penguin, London 2006, ISBN 0-14-102327-9.